# Hospital Zewditu
El Hospital Zewditu es un hospital en el centro de Adís Abeba, Etiopía. Fue construido, y gestioado por la Iglesia Adventista del Séptimo Día, pero fue nacionalizada durante el régimen Derg aproximadamente en 1976. El hospital lleva el nombre de la emperatriz Zewditu, prima y antecesora en el trono del emperador Haile Selassie. Hoy el Hospital Zewditu es administrado por el Ministerio de Salud de Etiopía.
El Zewditu es el hospital principal de Etiopía en el tratamiento de pacientes con necesidades de antirretroviral y en la actualidad trata a más de 6.000 cada mes. Recibió asistencia técnica de la Universidad Johns Hopkins.